# Вінницькі Гайдамаки
«Гайдамаки» чи «Вінницькі Гайдамаки» — хокейний клуб з м. Вінниці, Україна. Заснований у 2008 році як аматорський клуб, з 2011 року грає в ПХЛ.
Домашні матчі проводить на Льодовій арена «Льодовий Клуб» (500).

## Історія
Засновниками команди стали Лук'янець В.В. та Чайковський В.О., а згодом до них приєднуються Замков І.М. та Окрема С.І.. Восени 2008 року Вінницька команда під назвою «Гайдамаки» виборює третє місце в міському чемпіонаті. У 2009 році в цьому ж чемпіонаті вони стають другими. Влітку 2009 року на Кубкові літа в місті Сімферополь команда займає друге місце. А восени 2009 року займають перше місце в РХЛ (Регіональній хокейній лізі).
Навесні 2010 року «Гайдамаки» посіли перше місце у Кубкові кубків серед переможців РХЛ. 
У 2011 році «Гайдамаки» утримали перше місце за собою в РХЛ, та 6 місце в Прем'єр-лізі під егідою Федерації хокею України. У Нічній хокейній лізі (НХЛ) Києва 2010—11 фінішували на 4 місці серед 13 команд. На Кубку співдружності в Білорусі команда посідає друге місце серед команд таких країн: Україна, Польща, Білорусь, Німеччина. 
Улітку 2011 року клуб вступив до новоствореної Професіональної хокейної ліги.

## Склад команди
Основні скорочення:

А — асистент, К — капітан, Л — ліва, П — права, ЛК — лівий крайній, ПК — правий крайній, Ц — центровий,  — травмований.
Станом на 2 лютого 2012
| Воротарі | Воротарі | Воротарі       | Воротарі | Воротарі        | Воротарі         |
| #        | Країна   | Гравець        | Захват   | Дата народження | Місце народження |
| -------- | -------- | -------------- | -------- | --------------- | ---------------- |
| 1        | Україна  | Руслан Терчієв | Л        | 30 березня 1994 |                  |
| 20       | Білорусь | Ігор Шликов    | Л        | 16 червня, 1985 |                  |
| 90       | Україна  | Олег Коваленко | Л        | 24 квітня 1973  |                  |

| Захисники | Захисники | Захисники           | Захисники | Захисники       | Захисники         |
| #         | Країна    | Гравець             | Кидок     | Дата народження | Місце народження  |
| --------- | --------- | ------------------- | --------- | --------------- | ----------------- |
| 3         | Україна   | Антон Дикий         | Л         | 20 січня 1994   |                   |
| 7         | Україна   | Святослав Бєлевцов  | Л         | 7 лютого 1992   |                   |
| 14        | Україна   | Євген Мацас         | Л         | 2 січня 1989    |                   |
| 18        | Україна   | Володимир Оксененко | П         | 1 лютого 1991   |                   |
| 19        | Україна   | Олександр Голомозий | Л         | 4 березня 1991  |                   |
| 29        | Білорусь  | Анатолій Панов      | Л         | 6 липня 1989    | Берестя, Білорусь |
| 79        | Україна   | Денис Шевелєв       | П         | 31 серпня 1990  |                   |

| Нападники | Нападники | Нападники          | Нападники | Нападники         | Нападники          | Нападники |
| #         | Країна    | Гравець            | Кидок     | Дата народження   | Місце народження   |           |
| --------- | --------- | ------------------ | --------- | ----------------- | ------------------ | --------- |
| 8         | Росія     | Ілля Єловиков      | Л         | 9 листопада 1987  |                    |           |
| 8         | Росія     | Микола Остяков     | Л         | 12 вересня 1988   | Ялуторовськ, Росія |           |
| 13        | Україна   | Микита Геря        | Л         | 9 травня 1992     | Київ, Україна      |           |
| 15        | Росія     | Дмитро Юшков       | Л         | 6 січня 1987      | Іжевськ, Росія     |           |
| 16        | Україна   | Сергій Волков      |           | 24 вересня 1982   | Київ, Україна      |           |
| 21        | Росія     | Олексій Мирнов     | Л         | 26 березня 1989   | Чита, Росія        |           |
| 25        | Україна   | Дмитро Чернишенко  | П         | 10 травня 1994    |                    |           |
| 29        | Росія     | Роман Султанов     | Л         | 7 квітня 1991     |                    |           |
| 33        | Білорусь  | Володимир Сачко    | Л         | 26 травня 1988    | Мінськ, Білорусь   |           |
| 44        | Україна   | Севастьян Карпенко | Л         | 31 серпня 1993    |                    |           |
| 77        | Україна   | Андрій Степанов    |           | 14 червня 1993    |                    |           |
| 87        | Україна   | Михайло Долинін К  | П         | 12 листопада 1989 |                    |           |
| 88        | Україна   | Дмитро Книженко    |           | 3 червня 1993     |                    |           |
| 99        | Україна   | Андрій Істомінов   |           | 17 квітня 1993    | Київ, Україна      |           |

Керівництво
- Президент — В'ячеслав Завальнюк
- Директор — Валерій Лук'янець

Тренерський штаб
- Головний тренер — Олег Циркунов